# 梵天騒動
梵天騒動（ぼんてんそうどう）は、江戸時代中期に上州窮民が起こした一揆のことである。

## 概要
1783年（天明3年）に起きた浅間山の天明大噴火により、飢餓が発生した（天明の大飢饉）。そのため、上州の安中藩領では生活に困窮した難民が一揆を起こし、同年10月2日朝、梵天を先頭にした約270名が碓氷峠の関所を破って信濃国佐久郡へ乱入。中山道岩村田宿や小諸城下、志賀、平賀、内山、中込、野沢、原、三塚、跡部、桜井、下県、柏木、森山、御馬寄、八幡、布下などの各村を襲い、家屋を破壊し、家財や米等を略奪し、乱暴等を行ったが、10月6日になって上田藩や小諸藩により鎮圧された。逮捕者は82名に上り、首謀者、盗者、無宿者は江戸に移送された。
また1867年（慶応3年）にも凶作があり、上州難民が佐久地方に乱入した。